# Live in Japan (álbum de The Exploited)
Live In Japan es un disco en vivo de The Exploited publicado en 1996.

## Temas
- Let's Start A War... Said Maggie One Day
- Scaling the derry walls
- Dogs Of War
- The Massacre
- UK82
- About to die
- Alternative
- Rival leaders
- Maggie
- I Believe in Anarchy
- Death Before Dishonour
- Dead Cities
- Troops Of Tomorrow
- Army Life
- U.S.A.
- Punk's Not Dead
- Exploited Barmy Army
- Belsen was a gas
- Sex and violence

## Personal
- Wattie Buchan - voz
- Gordon "Gogs" Balfour - guitarra
- Mark "Smeeks" Smellie - bajo
- Willie Buchan - batería

- Datos: Q3835393